# Muke po Mati (1975.)
Muke po Mati, hrvatski dugometražni film iz 1975. godine.